# Meiosimyza subpallidiventris
Meiosimyza subpallidiventris är en tvåvingeart som beskrevs av Papp 1978. Meiosimyza subpallidiventris ingår i släktet Meiosimyza och familjen lövflugor. Inga underarter finns listade i Catalogue of Life.